# Tio Ellinas
Eftihios "Tio" Ellinas (Larnaca, 27 de janeiro de 1992) é um automobilista cipriota.

## Carreira
Assim como boa parte dos pilotos de sua geração, Ellinas deu seus primeiros passos no automobilismo guiando karts, tendo conquistado dez vitórias (oito delas entre 2003 e 2006), além de ter ganhado em 2008 e 2009.

## Passando para os monopostos
Em 2010, Ellinas assinou com a JTR, equipe que disputava a Fórmula Ford britânica. Tendo completado a temporada em quarto lugar, conquistou o prêmio de melhor estreante do ano. No ano seguinte, foi disputar a Fórmula Renault britânica pela equipe Atech Reid GP, vencendo duas corridas e fechando a temporada em terceiro lugar.
Contratado pela Marussia-Manor Racing para a disputa da GP3 Series, Ellinas conquistou sua primeira vitória na categoria na corrida curta do GP da Itália.

## Teste na Fórmula 1
Em junho de 2013, Ellinas foi escalado pela Marussia F1 Team para testes aerodinâmicos. Isto fez com que ele tornasse o primeiro piloto do Chipre a pilotar um carro de Fórmula 1. Ele também participou dos testes com pilotos novatos pela mesma equipe.